# Christopher Scheffelmeier
Christopher Scheffelmeier (* 14. Januar 1983 in Schwerin) ist ein deutscher Radio- und Fernseh-Moderator.

## Leben
Scheffelmeier wuchs in Schwerin auf und ist gelernter Radiotechniker. Er absolvierte ein Volontariat beim Jugendsender Radio Galaxy in Bayern und ging 2008 zum Norddeutschen Rundfunk. Seitdem moderiert er auf NDR 2 am Abend und am Wochenende. Außerdem ist er feste Vertretung in der Morgensendung. 
Seit 2013 moderiert er im NDR Fernsehen das Schleswig-Holstein Magazin und seit Juli 2021 vertretungsweise die Spätausgabe von NDR Info. Ebenfalls ist er als Veranstaltungsmoderator tätig. Für die Website areoTELEGRAPH moderiert er einen Podcast zum Thema Luftfahrt.
Scheffelmeier lebt in Norderstedt.